# 알토 데 엑스트레마두라역
알토 데 엑스트레마두라 역(스페인어: Alto de Extremadura)은 마드리드 지하철 6호선의 역이다. 마드리드 라티나 구 푸에르타델앙헬 지역의 엑스트레마두라 거리와 프란시스코 브리수엘라 거리가 만나는 교차로 지하에 위치해 있다. 요금구역상으로는 A구역에 속한다.

## 역사
1995년 5월 10일 6호선의 라구나 역-시우다드 우니베르시타리아 역 구간 개통과 함께 문을 열었다. 역 내의 편의시설로 공중전화기, 승차권 발매기, ATM 등이 갖춰져 있지만 엘레베이터가 없어 장애인 승객이 이용하기 힘들다. 대합실에서 승강장까지는 세 개의 계단으로 연결되어 있다.
2015년 7월 4일부터는 푸에르타 델 앙헬 역에서부터 오포르토 역까지의 구간이 시설개선 공사에 들어가면서 잠시 영업을 중단하였다. 공사 마감기한은 9월 중순으로 전망되었으며, 그 사이 기간 동안에는 마드리드 지하철공사에서 특별 버스 노선을 편성해 운행하였다. 공사는 2015년 9월 13일에 마무리됐다.

## 환승 정보
역 주변에 버스 정류장이 두 곳 있다. 이곳으로 주간, 야간 시내버스 노선이 다닌다.
버스
- 시내버스
  - 31, 33, 36, 39, 65, SE728 번 노선 (주간)
  - N18, N19번 노선 (야간)

지하철
| 마드리드 지하철         | 마드리드 지하철       | 마드리드 지하철 |
| ----------------------- | --------------------- | --------------- |
| 푸에르타 델 앙헬 순환선 | 마드리드 지하철 6호선 | 루세로 순환선   |